# Darya Birnstiel
Darya Birnstiel (* 28. August 1994 in Minsk, Belarus als russisch Дарья Грицюк Darja Grizjuk bzw. Darya Gritsyuk) ist eine deutsche Schauspielerin und Model.

## Leben
2014 sammelte Darya Gritsyuk ihre ersten Dreherfahrungen am Set des Thrillers Point Break an der Seite von Steve Aoki und Nikolai Kinski.
Von 2014 bis 2017 absolvierte sie ihre Schauspielausbildung an der Internationalen Schule für Schauspiel und Acting (ISSA) in München. Währenddessen arbeitete Gritsyuk als Fotomodel und wurde u. a. vom polnischen Fotografen Nicholas Javed für seine Fotoreihe SHE für die Vogue abgelichtet.
Anschließend wirkte sie in Kurzfilmen und verschiedenen TV-Produktionen wie Dahoam is Dahoam oder Der Alte mit. Zu ihrer Kinoarbeit gehört das Dokudrama Grau ist keine Farbe (2019), in der sie die Hauptrolle der Sabine übernahm. Die Premiere des Films fand am 6. April 2019 im Mathäser Filmpalast in München statt. Von 2019 bis 2021 war Gritsyuk in der ersten deutschen Instagram-Daily Soap Hashtag Daily – einem Label der UFA Serial Drama – in einer durchgehenden Hauptrolle als Roxy zu sehen. Im Juni 2020 wurde Hashtag Daily im Rahmen von Cannes NEXT – Marché du Film auf den internationalen Filmfestspielen von Cannes präsentiert. 2025 spielt Birnstiel in der RTL-Serie Alles was zählt die Eiskunstläuferin Lara Brandt.
Darya Birnstiel spricht fließend Russisch, Deutsch und Englisch. Seit September 2021 ist sie mit dem Schauspieler Philip Birnstiel verheiratet. Sie leben in München.

## Filmografie (Auswahl)
- 2016: Dahoam is Dahoam (Fernsehserie)
- 2018: Down (Kurzspielfilm)
- 2019: Ungeziefer (Kurzspielfilm)
- 2019: Grau ist keine Farbe (Kinospielfilm)
- 2019: X-Factor – Das Unfassbare (Fernsehserie)
- 2019–2021: Hashtag Daily (Webserie)
- 2021: Der Alte (Fernsehserie)
- 2025: Der Alte (Fernsehserie)
- 2025: Alles was zählt (Fernsehserie)